# درويش بن إسماعيل البلوشي
درويش بن إسماعيل البلوشي هو وزير عُماني سابق، كان يشغل منصب وزير المالية، ويشغل حاليًا منصب رئيس مجلس إدارة صندوق الاحتياطي العام للدولة بعُمان، ونائب رئيس مجلس الشؤون المالية وموارد الطاقة، ونائب رئيس مجلس إدارة الشركة العمانية للتنمية السياحية (عمران).